# King Reklambyrå
King Reklambyrå är en svensk reklambyrå. De har belönats med ett flertal priser, bland annat Guldägget.
Verksamheten drivs inom King solutions KB (organisationsnummer 969668-8093) som ägs av Hollingworth/Mehrotra AB (556995-1923).

## Historik
Grunden till King lades i oktober 1994 när byrån HollingworthMehrotra grundades av Frank Hollingworth och Sunit Mehrotra. Både Hollingworth och Mehrotra arbetade tidigare på byrån Lowe Brindfors, där de träffades. Byrån startades tillsammans med det internationella nätverket TBWA men efter några år lämnade de nätverket. (TBWA startade istället en ny byrå som blev TBWA Stockholm.)
Efter konflikt med ägaren A-Com lämnade både Hollingworth och Mehrotra företaget och grundade år 2000 en ny byrå som heter King.
År 2021 blev King Sveriges största fristående reklambyrå, då den tidigare fristående Stendahls fick nya ägare.

## Urval av kunder
- Candelia, fram till 1998. Lanserade 1996 "Planeten Candelia", en fiktiv värld som förekom i reklamfilmer och andra media.[6][7]
- Ica, från 2001. Skapade "Ica-såpan" som började sändas 2001, se Icas reklamfilmer.[8]
- Tele2, fram till 2001[9], åter en period under 2016.[10][11]
- Falcon Bryggerier, senare Carlsberg Sverige (Falcon, Carlsberg, Tuborg), fram till 2001.[12]
- Indiska, fram till 2006.[13]
- Cheez Doodles, 2002[14]-2003[15].
- Ving, 2003[16]–2006[17].
- Åhléns, 2005[18]–2009[19].
- RFSU, fram till 2006[20]. Vann silverägg för år 2002[21] och ett guldägg för kampanjen "Knullborgarmärket" år 2004.[22]
- SJ AB, 2004[23]–2014[24].
- Max Hamburgerrestauranger, 2006[25]–2010.[26]
- Com Hem, 2009[27]–2016[28]. År 2009 bytte Com Hem till ett nytt reklamkoncept byggt kring karaktärerna Judit & Judit.[29]
- Findus, 2011[30]–2013. Samarbetet avbröts i samband med hästköttsskandalen.[31] År 2012 lanserades karaktären Frysmannen som skapats av King för Findus.[32]
- Clas Ohlson, fram till 2020.[33]
- Svenska Spel Tur. Inledde samarbete kring Lotto 2009[34] vilket utökades till andra spelprodukter 2013[35] Samarbetet avslutades 2021.[36]